# Артифексов, Леонид Александрович
Леонид Александрович Артифексов (15 апреля 1887, Пермь — 3 июня 1926, Югославия) — русский офицер, участник Первой мировой войны, Гражданской войны, генерал-майор Белой армии.

ген. Л. А. Артифексов с супругой Евгенией Карапанавной. Сремски Карловцы 1926 г.

## Биография
Родился 15 апреля 1887 (ст. стиль) в Перми в семье отставного канцелярского служителя Александра Васильевича Артифаксова и его супруги Марии Ивановны (из метрики Пермского Петропавловского собора). Из потомственных дворян Терской обл., сын преподавателя реального училища.
В 1907 году окончил Бакинское реальное училище.
В 1909 году окончил Алексеевское военное училище выпущен хорунжим в 1-й Сибирский атамана Ермака Тимофеевича казачий полк. В 1910 году этот полк принял полковник П. Н. Краснов, будущий Донской атаман.
В 1913 году перед войной Артифексов переводится в 1-й Запорожский императрицы Екатерины Великой полк Кубанского казачьего войска.

### Первая мировая война
В Великую войну (Кавказский фронт) вступил младшим офицером пулеметной команды 2-й Кавказской казачьей дивизии. Отличился в бою под Дутахом, несмотря на то, что потерял один из своих пулеметов.

Полк вел стрелковый бой с превосходящими силами противника в 8-10 верстах на юго-запад от Дутаха. Правый фланг полка был открыт, и его обошли курды. С фронта и на правый фланг они повели конную атаку. Волгцы не выдержали. Командный состав был не в силах остановить своих казаков «третьей очереди». Сотник Артифексов с несколькими казаками был прижат к Евфрату. Под ним была убита лошадь, которая упала в воду и придавила ему ногу, лежа наполовину своего тела в воде, сотник продолжал активное сопротивление — отстреливаясь из револьвера. Этот пример мужества воодушевил отступавших казаков, которые опрокинули наседавших на Артифексова курдов, изрубили нескольких из них и освободили своего офицера.— [militera.lib.ru/memo/russian/eliseev_fi/index.html Казаки на Кавказском фронте (1914-1917) Елисеев Ф.И.]
Командир сотни 1-го Запорожского полка Кубанского казачьего войска. С 1915 года капитан, командир 6-го бронеавтомобильного отделения.

### Гражданская война
Участник похода на Петроград в октябре 1917 года. В июле 1918 — эмиссар Добровольческой армии в Тифлисе. 29 июля 1918 года был награждён орденом Святого Георгия IV класса, хотя в Белой армии такие награждения практиковались редко. 
С 13 октября 1918 — помощник командира Корниловского конного полка полковника Н. Г. Бабиева. Ранен 16 октября 1918. С 8 декабря 1918 командир 1-го Линейного полка Кубанского казачьего войска.
6 марта 1919 назначен командиром Корниловского конного полка. С 18 июня (24 июля) 1919 генерал для поручений при командующем Кавказской армией.
С 2 дек.1919 генерал для поручений при командующем Добровольческой армии.
В Русской Армии с октября 1920 года при генерале П. Н. Врангеле для особых поручений до Крымской эвакуации. Генерал-майор (1920).

### Эмиграция
В мае 1921 года входил в состав ближайшего окружения генерала  Врангеля. В эмиграции в Сербии. В результате тяжелых ранений и связанных с ними осложнений Леонид Александрович умер в 39 лет, 3 июня 1926 в замке Вурберг у Птуя (Словения).